# Пиононо
Пиононо (исп. Pionono), — различная сладкая или не сладкая выпечка, происходящая из испанской Гранады, также встречается в странах Карибского бассейна, Южной Америке и на Филиппинах. Названа в честь папы Пия IX, по-испански «Pío Nono».

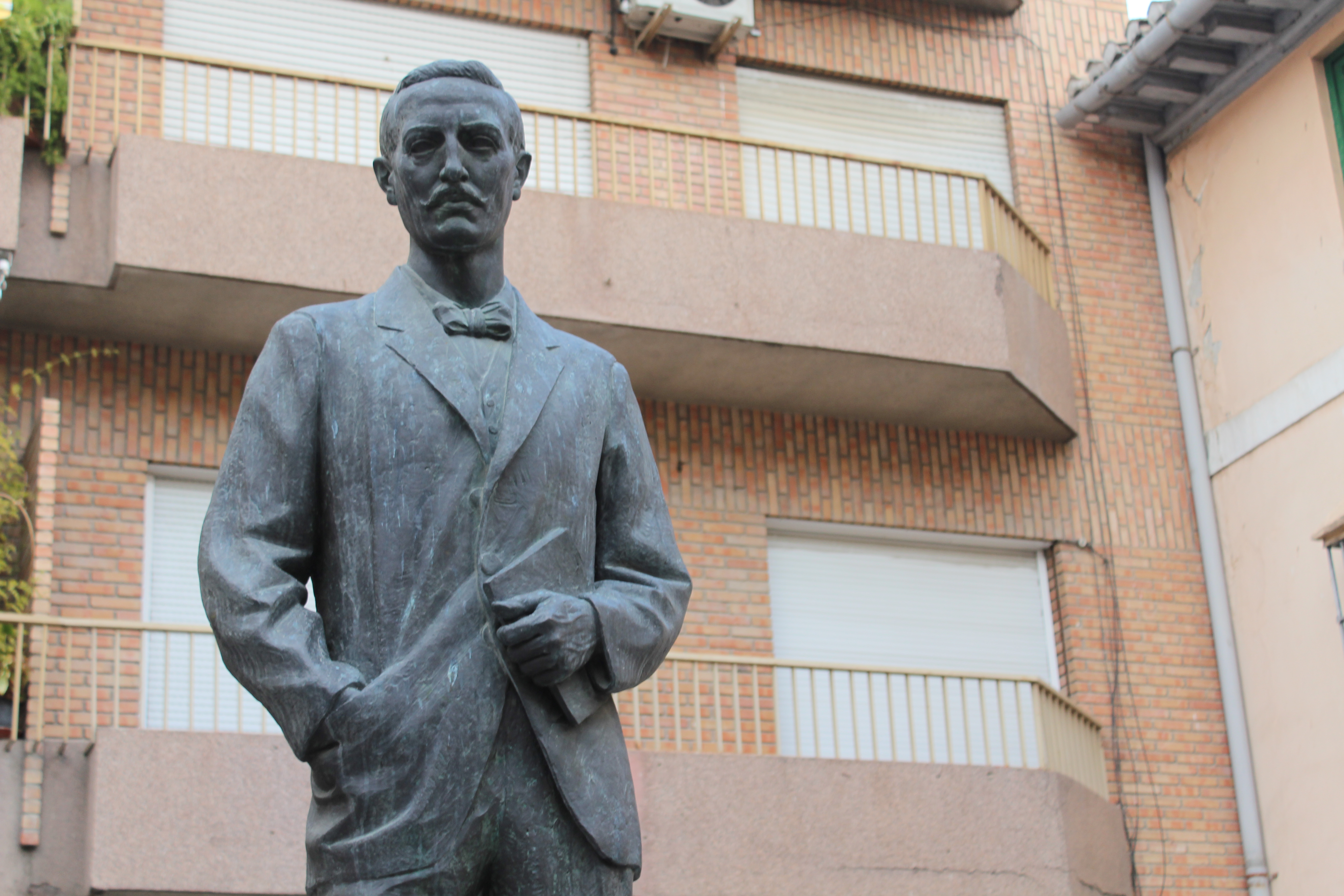
Статуя изобретателя пиононо Чеферино Исла Гонсалеса в городе Санта-Фе, провинция Гранада, Андалусия

## История
Название десерту дал его создатель, Чеферино Исла Гонсалес в честь Папы Пия IX. Первое упоминание об этой сладости появилось 18 марта 1858 года в мадридской прессе. Эта сладость вначале называлась двумя словами: «pío nono» или «píos nonos». Испанский писатель Леопольдо Алас в своем романе «Регента» (1884 г.) использовал это словосочетание и написал его как одно — «пиононо».

## По странам

### Испания
Пиононос — это небольшие пирожные, традиционные для Санта-Фе, небольшого городка возле города Гранада в Испании. Пиононо состоит из двух частей: тонкого слоя теста, свернутого в рулетик, пропитанного различными видами сиропа, придающего пиононо сладкую и приятную текстуру, и увенчанного запечёнными сливками. Обычно его едят за один или два укуса.

### Южная Америка и Куба
В различных странах Южной Америки, таких как Аргентина, Уругвай, Парагвай, Венесуэла, Колумбия, Перу и Куба, пиононо готовят из теста из муки, яиц и сахара, и выпекают в виде тонкого листа, а затем заворачивают начинку из дульсе де лече иногда с грецкими орехами или фруктами, такими как клубника, с кремом шантильи. Или, в случае с пикантными пиононосами, с ветчиной, сыром, помидорами и майонезом, или с пикантным салатом, например, из ветчины со спаржей и листьями салата, куриным салатом или даже салатом из тунца.
Такой пирог называется «Бразо де Гитано» или «Бразо Гитано» на Кубе, в Испании и некоторых других испаноязычных странах. В Уругвае аналогичное блюдо, называемое массини (massini), не раскатывают, а тесто наполняют взбитыми сливками и покрывают жжёными желтками.

### Пуэрто-Рико
В Пуэрто-Рико пиононо готовят с использованием спелых или желтых бананов в качестве «хлеба» или теста вокруг пикантной начинки. Изделие часто фаршируют мясной начинкой, обычно пикадильо (наподобие приготовленного мясного фарша), морепродуктами или овощами с сыром. Такой сэндвич обмакивают в тесто из муки и яиц, а затем обжаривают во фритюре.

### Филиппины
На Филиппинах пиононо чаще пишется как pianono. Это бисквитный рулет, а точнее разновидность желейного рулета. Он состоит из слоя теста из яиц, сахара и просеянной муки, запеченного в листе. После охлаждения на тесто намазывают желе или другую начинку. Затем его закручивают. Наиболее распространенная традиционная начинка — это просто сахар и масло (или маргарин), как и в других формах филиппинского мамона (Mamón, бисквитные лепёшки). Однако современные версии обычно покрыты глазурью и могут включать различные начинки.

## Галерея

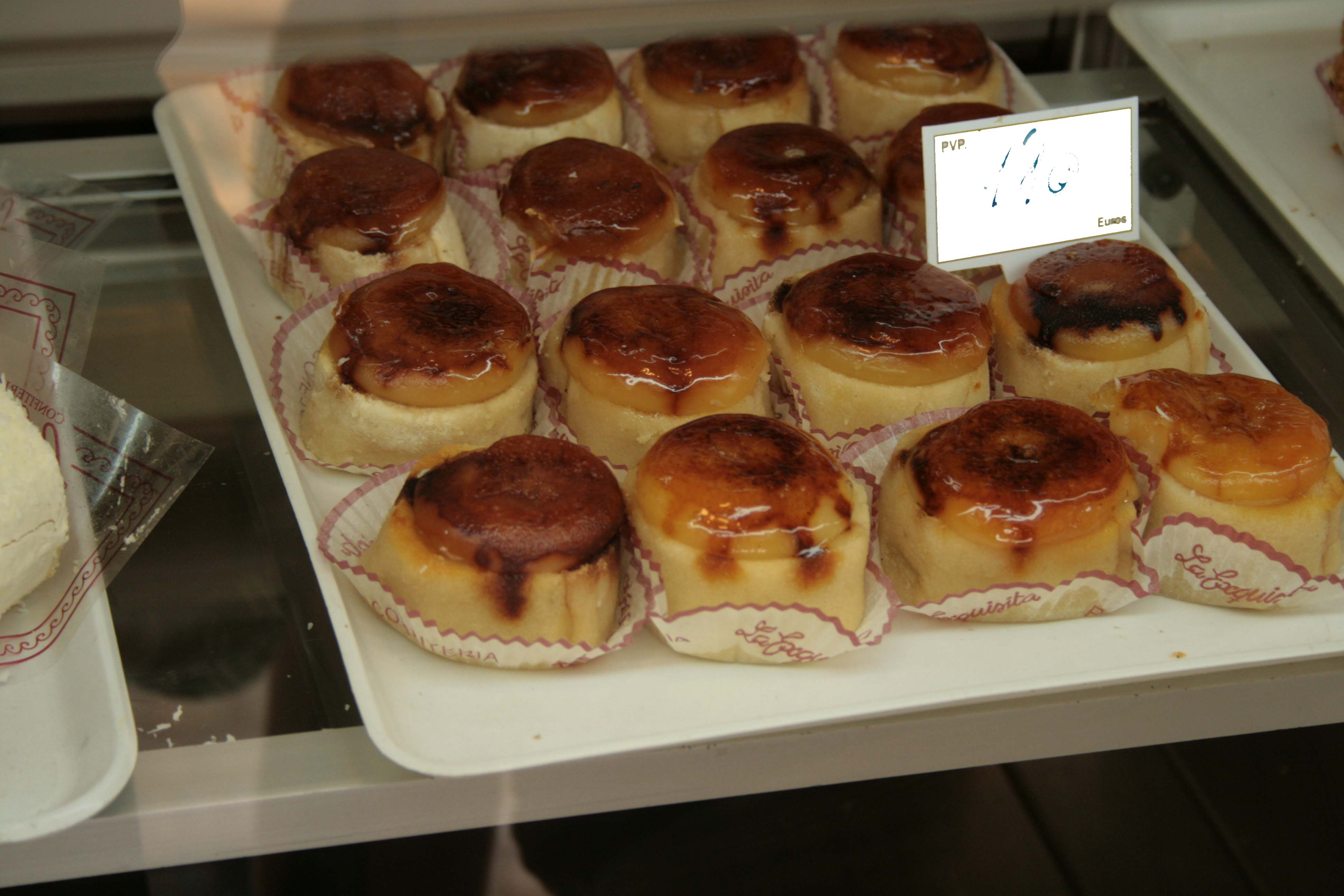
Пиононосы из Малаги
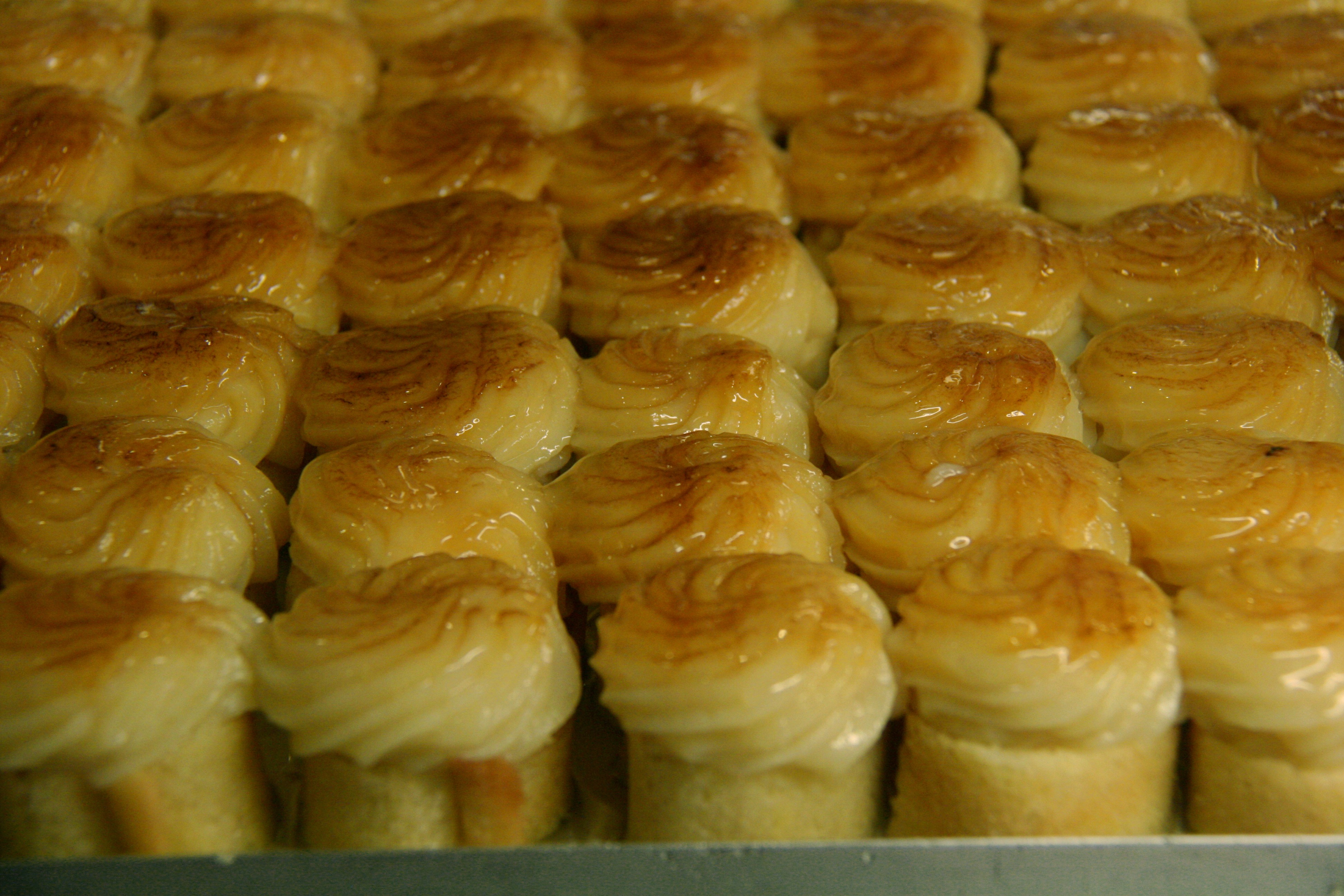
Piononos from Santa Fe, Spain
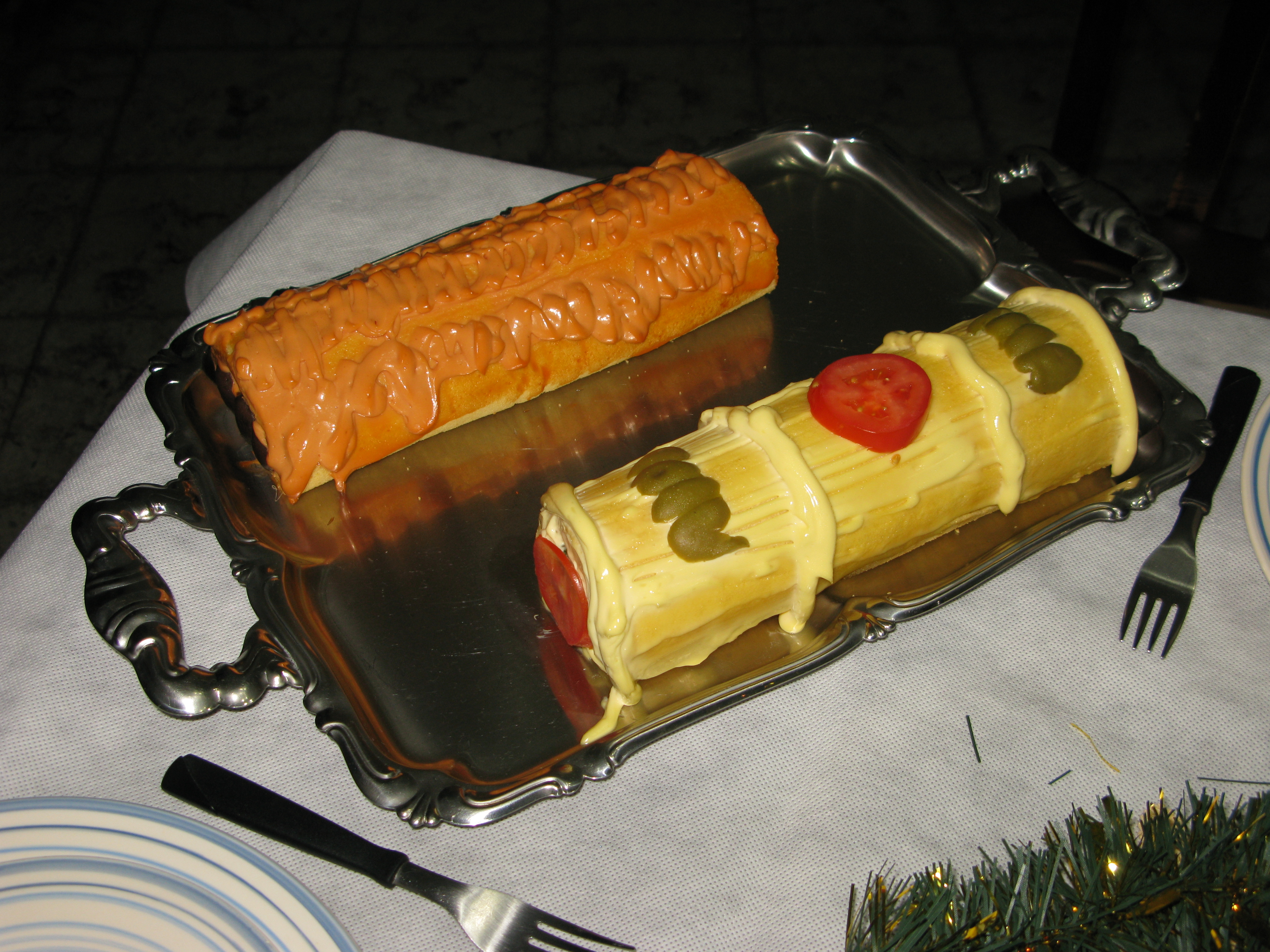
Домашние аргентинские пиононо
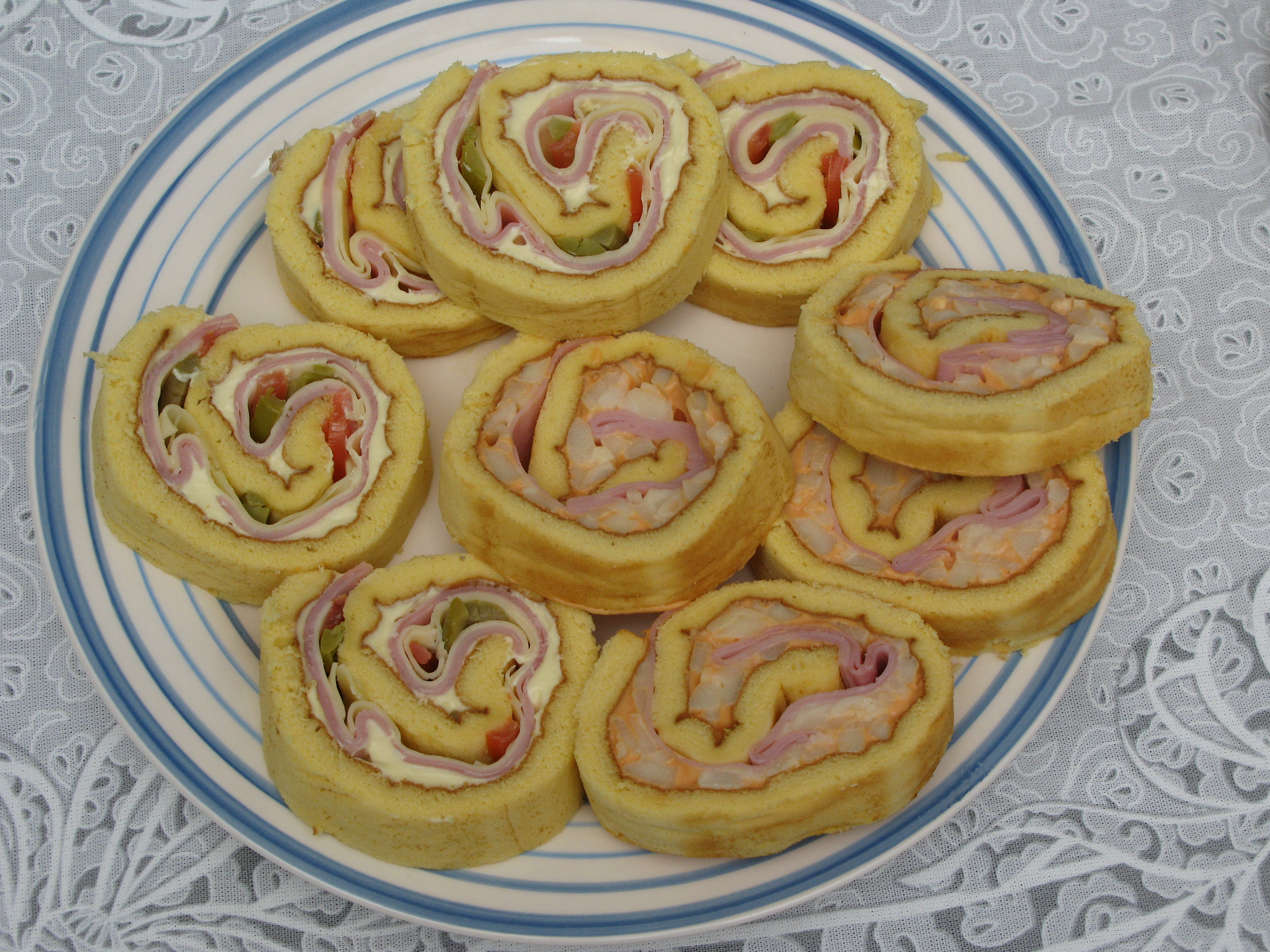
Нарезанный пикантный аргентинский пиононо с ветчиной, сыром, сальсой и овощами
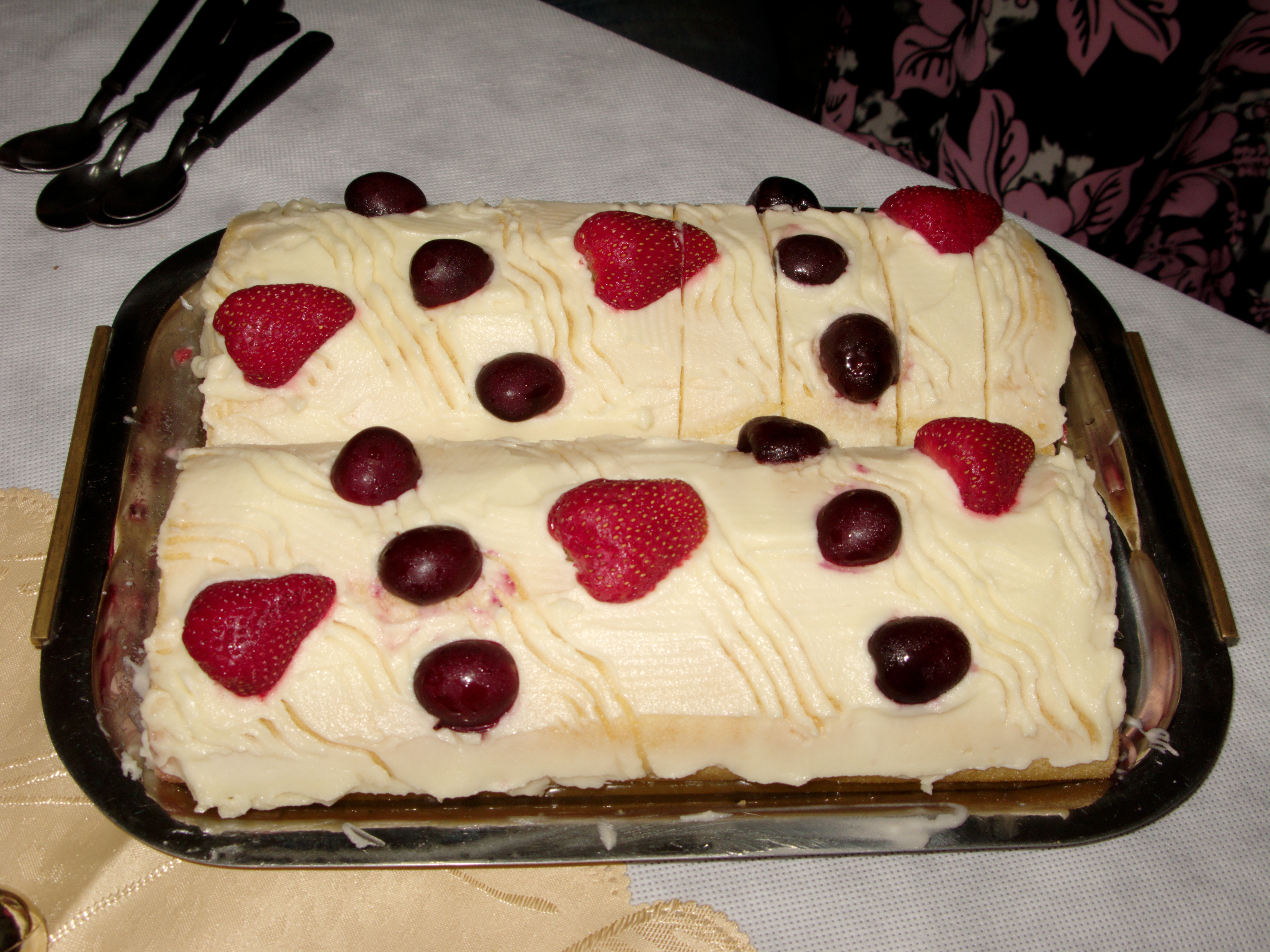
Сладкий аргентинский пиононо
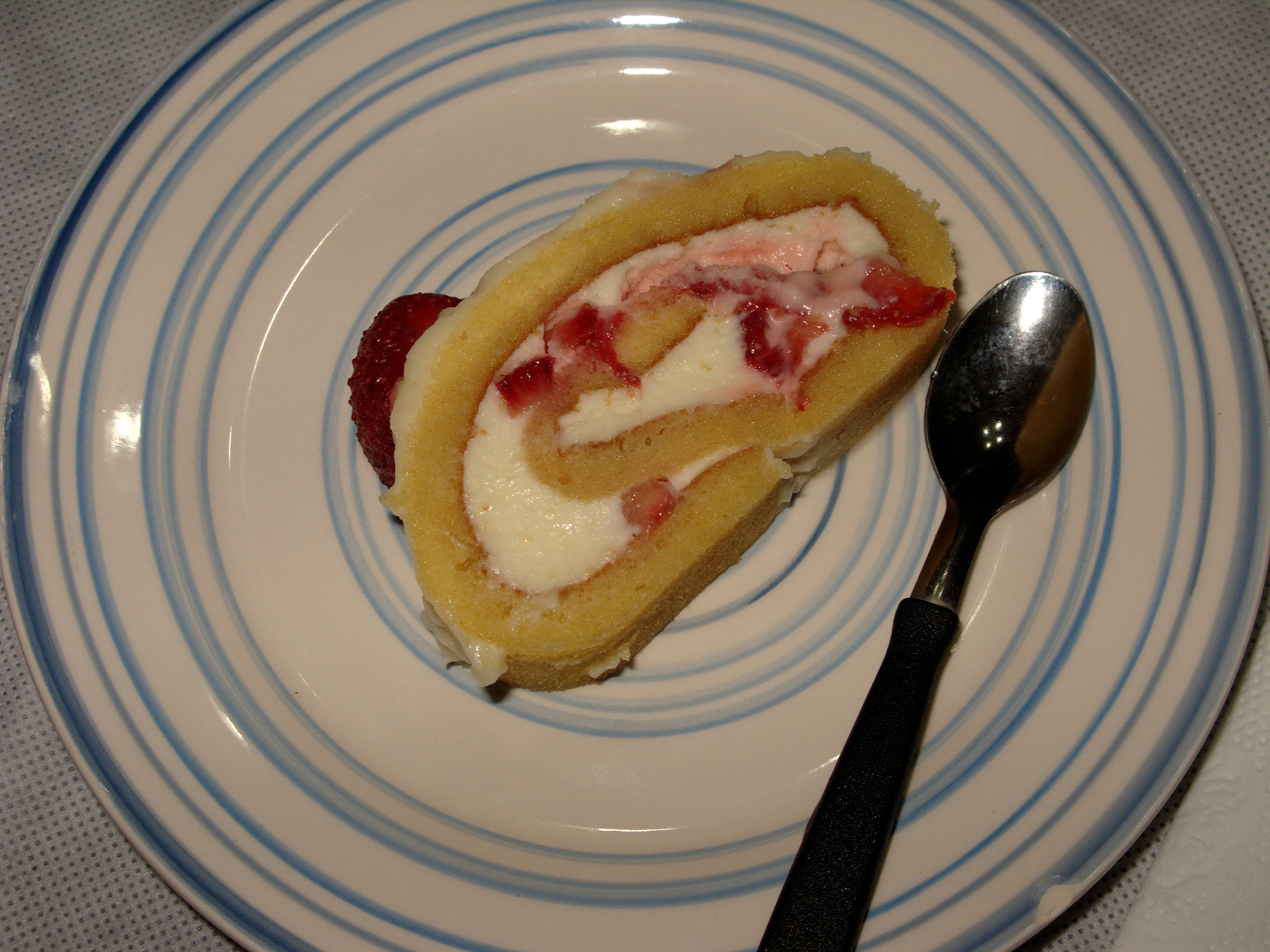
Нарезанный аргентинский пиононо
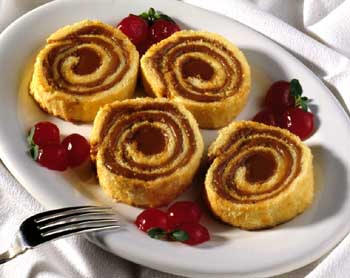
Сладкий аргентинский пиононо с дульсе де лече
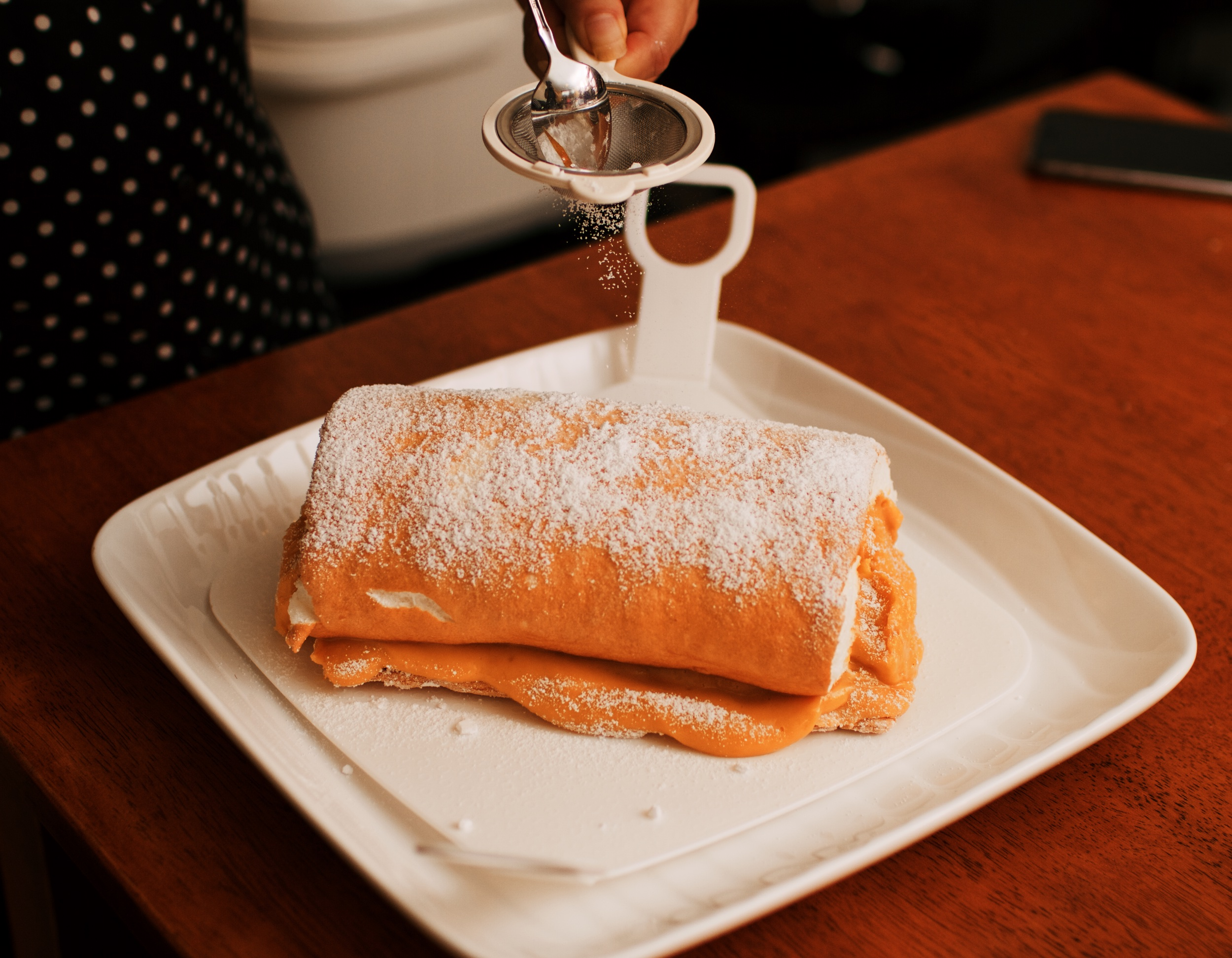
Филиппинский Бразо де Мерседес
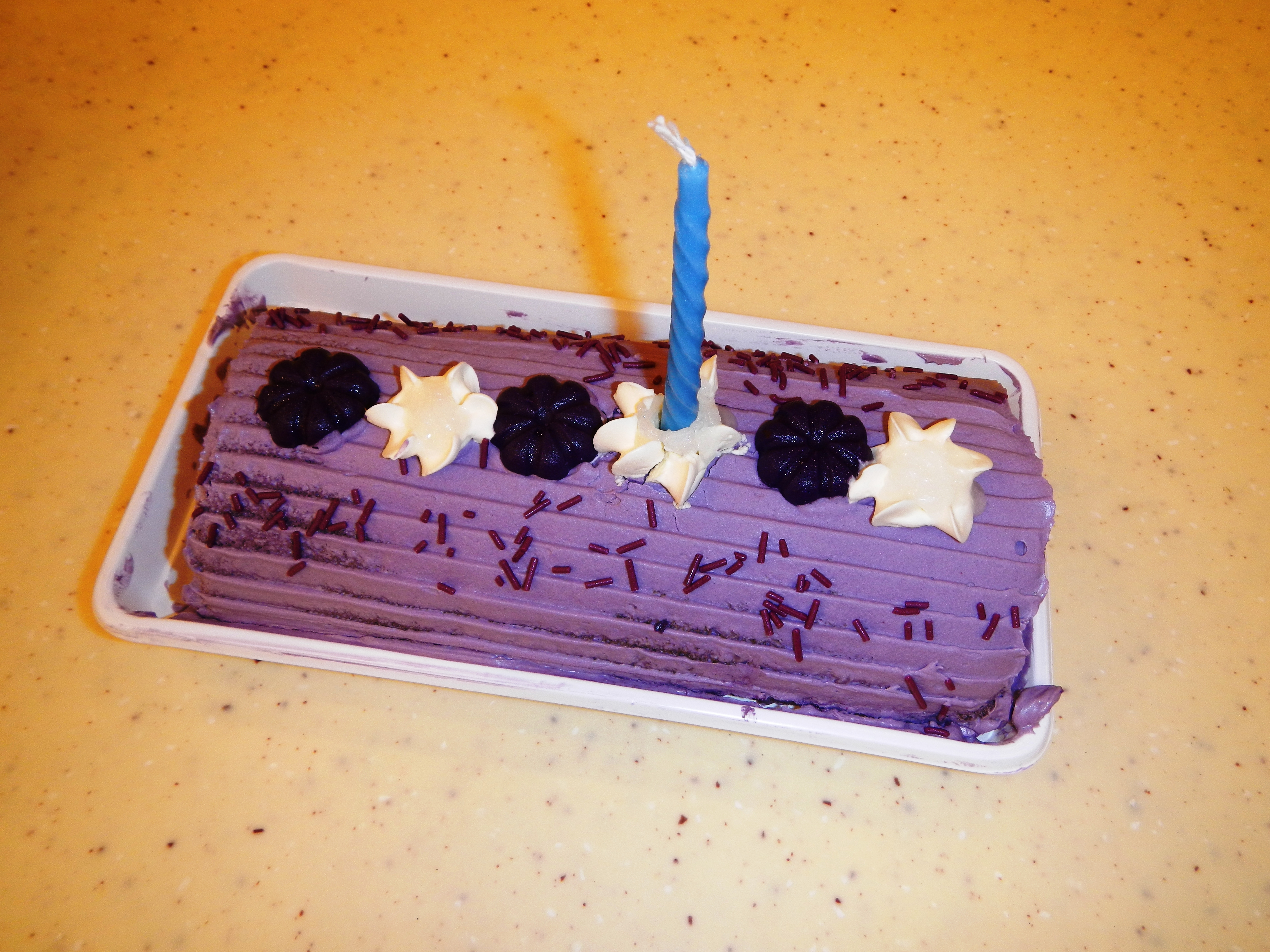
Пиононо с кокосом и пурпурным ямсом из Филиппин